# Ophiten
Die Ophiten, Ophianer (von altgriechisch ὄφις óphis, deutsch ‚Schlange‘) oder Naassener (von hebräisch נחש naħaš, modern meist: nachasch, „Schlange“) waren eine Richtung der Gnosis, welche der Schlange im Paradies (Gen 3,1 ) göttliche Natur zuschrieben.
Die Gemeinsamkeit der verschiedenen gnostischen Sekten gegenüber der Alten Kirche bestand darin, dass sie im Anschluss an vorderasiatische und ägyptische Vorstellungen einen Schlangenkultus pflegten, wobei sie sich in verschiedener Weise an die alttestamentliche Paradiesschlange anlehnten.
Bei Irenäus sahen die Ophiten in dem „Schlangengestaltigen“ (Ophiomorphos) Ilda-Baoth, den „Sohn der Finsternis“, dessen Mutter, Sophia Achamôth, die Tochter der Sophia, der göttlichen Weisheit war. Andere Ophiten entwickelten diese Idee weiter, dass die Schlange zuletzt als höchster Gegenstand eines Mysterienkultus, als Symbol der durch alle Gegensätze des physischen und geistigen Lebens sich hindurchwindenden Weltseele erschien. Einige ophitische Sekten hielten lebende Schlangen in ihren Tempeln, denen sie Opfergaben darbrachten.
Die Peraten waren eine gnostische Sekte des 2. Jahrhunderts, deren System zu dem der Ophiten gehört, d. h. die in der Schlange im Paradies ein göttliches Wesen erkennen. Ihr Name leitet sich von Perat, dem semitischen Namen des Flusses Euphrat, ab.
Der Rabbiner Israel Meir Freimann vertrat im 19. Jahrhundert die Ansicht, „daß die gnostische Secte der Ophiten keine christliche sey, sondern mit ihrem Ursprunge in das frühe Judenthum hinaufreiche, sich berührend mit Lehren der Cabbala und des Hauptwerkes dafür, des Sohar, und des Talmud.“